# Gerald Losert
Gerald Losert (Salzburg, 1943. szeptember 2. –) osztrák nemzetközi labdarúgó-játékvezető.

## Pályafutása

### Nemzeti játékvezetés
1980-ban lett az I. Liga játékvezetője. Az aktív nemzeti játékvezetéstől 1988-ban búcsúzott. Első ligás mérkőzéseinek száma: 7.

### Nemzetközi játékvezetés
Az Osztrák labdarúgó-szövetség Játékvezető Bizottsága (JB) terjesztette fel nemzetközi játékvezetőnek, a Nemzetközi Labdarúgó-szövetség (FIFA) 1982-től tartotta nyilván bírói keretében. A FIFA JB központi nyelvei közül a németet beszéli. Több nemzetek közötti válogatott és klubmérkőzést vezetett, vagy működő társának partbíróként segített. Az osztrák nemzetközi játékvezetők rangsorában, a világbajnokság-Európa-bajnokság sorrendjében többedmagával a 30. helyet foglalja el 1 találkozó szolgálatával. Az aktív nemzetközi játékvezetéstől 1988-ban búcsúzott. Válogatott mérkőzéseinek száma: 2.

#### Európa-bajnokság
Az európai-labdarúgó torna döntőjéhez vezető úton Német Szövetségi Köztársaságba a VIII., az 1988-as labdarúgó-Európa-bajnokságra az UEFA játékvezetőként foglalkoztatta.

##### 1988-as labdarúgó-Európa-bajnokság

###### Selejtező mérkőzés
| Időpont              | Helyszín                   | Mérkőzés típusa           | Mérkőzés         | Eredmény | Nézők száma |
| -------------------- | -------------------------- | ------------------------- | ---------------- | -------- | ----------- |
| 1986. szeptember 10. | Olimpiai Stadion, Helsinki | előselejtező (6. csoport) | Finnország–Wales | 1 : 1    | 9 840       |

---
A női európai labdarúgó torna döntőjéhez vezető úton NSZK rendezte a 3., az 1989-es női labdarúgó-Európa-bajnokságot, ahol az UEFA JB játékvezetőként foglalkoztatta.

##### 1989-es női labdarúgó-Európa-bajnokság

###### Selejtező mérkőzés
| Időpont            | Helyszín                | Mérkőzés típusa           | Mérkőzés           | Eredmény | Nézők száma |
| ------------------ | ----------------------- | ------------------------- | ------------------ | -------- | ----------- |
| 1987. november 14. | Városi Stadion, Szolnok | előselejtező (3. csoport) | Magyarország–Svájc | 7 – 1    | 500         |

#### Nemzetközi kupamérkőzések

##### Kupagyőztesek Európa-kupája
| Időpont           | Helyszín             | Mérkőzés típusa       | Mérkőzés                 | Eredmény |
| ----------------- | -------------------- | --------------------- | ------------------------ | -------- |
| 1983. október 19. | Megyeri út, Budapest | előselejtező (2. kör) | Újpesti Dózsa–1. FC Köln | 3 – 1    |